# Escarmouches frontalières entre la Russie et l'Ukraine du Nord-Est
 (février 2024).
Invasion de l'Ukraine par la Russie de 2022
Batailles
Offensive de Kiev (Jytomyr, Kiev) : 
- 1re Hostomel
- Tchernobyl
- Ivankiv
- Kiev
- 2e Hostomel
- Vassylkiv
- Boutcha
- Irpin
  - Bombardement de réfugiés
- Jytomyr
- Mochtchoun
- Makariv
- Brovary

Offensive du Nord (Tchernihiv, Soumy) :
- Hloukhiv
- Slavoutytch
- Bombardements
- Soumy
- Trostianets
- Tchernihiv
- Okhtyrka
- Lebedyn
- Konotop
- Romny
- Desna
- Escarmouches frontalières

Russie  (Briansk, Belgorod) :
- Incursions en Russie occidentale
  - Oblast de Briansk
  - Oblasts de Belgorod et de Koursk
    - Incursions de 2024

  - Bombardement de Belgorod
- Oblast de Koursk (août 2024)

Campagne de l'Est (Donetsk, Louhansk, Kharkiv)
Kharkiv :
- 1re Kharkiv
  - Tchouhouïv
  - Bombardements : en février
  - en mars
  - en avril
  - du bâtiment administratif
- Izioum
- 2e Kharkiv
  - Balaklia
  - 1re Koupiansk
  - Chevtchenkove
- 3e Kharkiv

Nord du Donbass:
- Starobilsk
- Sloviansk
  - Dovhenke
  - 1re Lyman
  - Sviatohirsk
  - Bohorodychne et Krasnopillia
  - Bombardements : Bilohorivka
  - Kramatorsk
- Sievierodonetsk
  - Kreminna
  - Donets
  - Roubijné
  - Popasna
  - Tochkivka
  - Massacre
- Lyssytchansk
- 2e Kharkiv
  - Balaklia
  - 1re Koupiansk
  - Chevtchenkove
  - 2e Lyman
- Oblast de Louhansk
  - Ligne Svatove-Kreminna
  - Serebryansky
  - 2e Koupiansk

 Centre du Donbass:
- Horlivka
- Popasna
- Svitlodarsk
- Bakhmout
  - Soledar
- Siversk
- Tchassiv Iar
- Toretsk

Sud du Donbass :
- Volnovakha
- Marioupol
  - Bombardements : de l'hôpital
  - du théâtre
  - de l'école d'art
- Pisky
- Vouhledar
  - Pavlivka
- Marïnka
- Contre-offensive de 2023
- Avdiïvka
- Novomykhaïlivka
- Pokrovsk
  - Krasnohorivka
  - Toretsk
- Bombardements :
- Makiïvka
- Donetsk

Campagne du Sud (Mykolaïv, Kherson, Zaporijjia)
- 1re Kherson
- Odessa
- Melitopol
- Mykolaïv
  - Bombardements : à fragmentation
  - du bâtiment administratif
- 1re Berdiansk
- Zaporijjia
- Tchornobaïvka
- Enerhodar
- Voznessensk
- Houliaïpole
- Davydiv Brid
- 2e Berdiansk
- Nova Kakhovka
- 2e Kherson
  - Doudtchany
- Dniepr
- Tchoulakivka
- Contre-offensive de 2023
  - Robotyne

Frappes aériennes dans l'Ouest et le Centre de l'Ukraine
- Lviv (02/2022)
- Vinnytsia (03/2022)
- Yavoriv (03/2022)
- Deliatyne (03/2022)
- Dnipro

Guerre navale
- Île des Serpents (02/2022)
- Moskva (04/2022)

Attaques en Crimée
- Novofedorivka (08/2022)
- Djankoï (08/2022)
- Pont de Crimée (10/2022)
- Base navale de Sébastopol (10/2022)
- Pont de Crimée (07/2023)
- Base navale de Sébastopol (09/2023)

Débordement
- Aéroport de Millerovo
- Sabotages en Russie
- Attaques en Transnistrie
- Sabotage des gazoducs Nord Stream
- Terrain d'entraînement militaire de Soloti
- Explosions en Pologne
- Bases aériennes de Dyagilevo et Engels-2
- Base aérienne de Minsk-Matchoulichtchi
- Crise russo-moldave de 2023
  - Accusations de tentative de coup d'État en Moldavie
- Incident de drone de 2023 en mer Noire
- Rébellion du groupe Wagner

Massacres
- Tchernihiv
- Boutcha
- Borodianka
- Olenivka
- Izioum

Les escarmouches frontalières entre la Russie et l'Ukraine du Nord-Est sont une série d'affrontements frontaliers de faible ampleur, le long de certaines parties de la frontière russo-ukrainienne telles que le raïon de Chostka dans l'oblast de Soumy lors de l'invasion de l'Ukraine par la Russie de 2022. Elles commencent le 8 mai 2022 lorsque des soldats russes bombardent le district de Chostka avec des mortiers et plusieurs lance-roquettes dans toute la région.

## Contexte
Le 4 avril, les forces russes sont parties et se retirent de l'oblast de Soumy dans le cadre de l'échec plus large de l'offensive russe contre Kiev, mais les bombardements se poursuivent à travers la frontière.

## Incidents
Le gouverneur de l'oblast de Koursk annonce qu'un poste frontière dans le district de Sudzhansky a été bombardé, apparemment par les forces ukrainiennes, le 6 avril. Le 9 avril, il est annoncé qu'un autre poste frontière avait été bombardé, cette fois à Yelizavetovka.
Selon des responsables ukrainiens, les forces russes ont bombardé la frontière russo-ukrainienne, endommageant gravement deux villages. Plus de 30 obus de mortiers sont tirés depuis la colonie russe de Gorodichtche.
Les forces russes commencent à bombarder le district de Chostka avec des lance-roquettes le 8 mai. Les forces russes détruisent également un cimetière juif.
Le 12 mai, un civil est tué en raison d'un bombardement.
Le 13 mai, la Russie tire sur un village frontalier du district de Chostka en utilisant des missiles aériens non guidés.
Alors que les bombardements se poursuivent, les forces russes affrontent quelques éléments des gardes-frontières ukrainiens et entrent dans le district de Chostka le 16 mai. Les combats se poursuivent jusqu'au 17 mai, date à laquelle ils sont finalement expulsés.
Le 21 mai, six frappes aériennes et d'artillerie russes touchent la localité frontalière de Koutcherivka.
Des avions de guerre russes frappent deux villages dans le raïon de Chostka le 24 mai.
Le 28 mai, des avions de guerre russes visent la frontière ukrainienne et commencent à tirer sur la frontière avec des mortiers depuis le village russe de Troebortnoe.
Les forces russes tirent des fléchettes sur des villages frontaliers du district de Chostka le 30 mai. Les fléchettes ont auparavant été utilisées pour tuer des civils à Boutcha pendant la bataille de Boutcha, plus tôt dans la guerre. Les forces russes bombardent un village toute la nuit. Selon The Kyiv Independent, les forces russes ont bombardé la frontière plus de vingt fois depuis le village russe de Zyornovo.